# L'Argentière-la-Bessée
L'Argentière-la-Bessée je naselje in občina v jugovzhodnem francoskem departmaju Hautes-Alpes regije Provansa-Alpe-Azurna obala. Leta 2010 je naselje imelo 2.326 prebivalcev.

## Geografija
Kraj leži v pokrajini Daufineji ob reki Durance in njenih pritokih Gyronde ter Fournel, na robu narodnega parka Écrins, 15 km jugozahodno od Briançona.

## Administracija
L'Argentière-la-Bessée je sedež istoimenskega kantona, v katerega so poleg njegove vključene še občine Champcella, Freissinières, Pelvoux, Puy-Saint-Vincent, La Roche-de-Rame, Saint-Martin-de-Queyrières, Vallouise in Les Vigneaux s 6.611 prebivalci.
Kanton je sestavni del okrožja Briançon.

## Zgodovina
Sedanja občina je nastala leta 1791 z združitvijo nekdanjih občin L'Argentière in La Bessée, slednja znana od 12. stoletja. L'Argentière je dobila svoje ime po rudnikih srebra, ki so na tem ozemlju delovala že v antičnem času.